# Gargamela

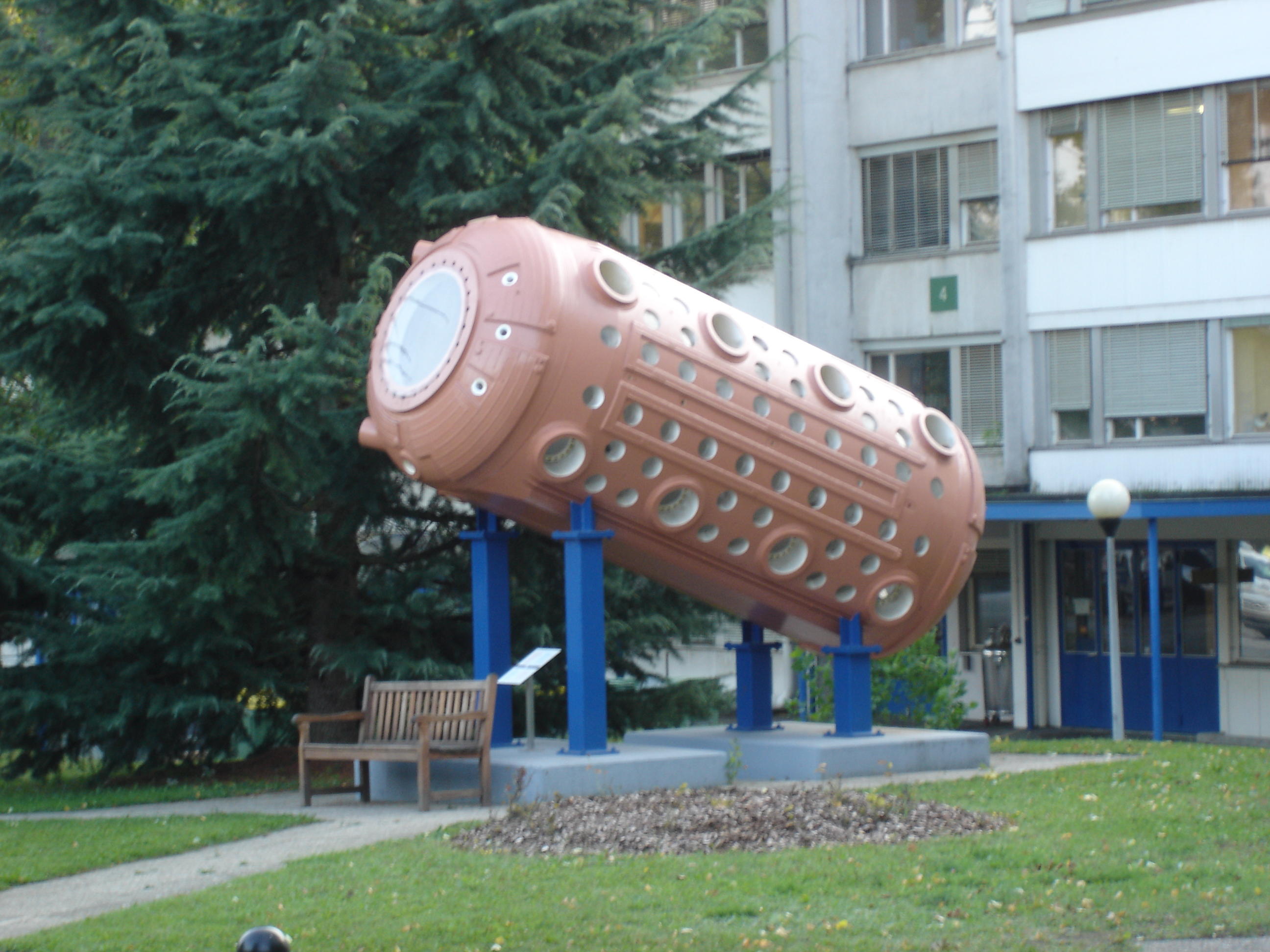
A Gargamela no museu Microcosmo do CERN

Gargamela é um detector tipo câmara de bolhas do CERN principalmente destinado à detecção de neutrinos. Construída na França, com um diâmetro de 2 m e 4,8 m de comprimento, era cheia com 12 m³ de gás freon (CF3Br). Foi utilizada entre 1970 e 1978 com um feixe de neutrinos.
Foi nela que teve lugar uma das primeiras grandes descobertas realizadas no CERN: a observação da força nuclear fraca  -  em 1973, pouco depois da sua predição teórica e indispensável para a unificação do modelo padrão.
Foram examinados cerca de 83.000 acontecimentos e observados 102 com corrente neutra, todos com a sua assinatura característica; um vértice isolado do qual só são produzidos hadrões.
A origem do nome provém da gigantesca Gargamela, a mãe de Gargântua, da obra homónima de François Rabelais